# Монумент Бойової слави ЗС СРСР (Львів)
Монуме́нт бойової сла́ви радянських Збройних сил — колишній монумент (меморіал) на честь Червоної (Радянської) армії у Львові.

## Загальна інформація
Меморіал знаходився у горішній частині Парку культури та відпочинку на місці розораних могил давнього Стрийського цвинтаря, поряд з Академією сухопутних військ, там, де сходяться вулиці Стрийської та Героїв Майдану.
Відкритий у травні 1970 року меморіал отримав назву «Монумент бойової слави Радянських Збройних Сил» (рос. «Монумент боевой славы Советских Вооруженных Сил»). Ансамбль виконано в камені та бронзі авторським колективом, до якого ввійшли скульптори Дмитро Крвавич, Еммануїл Мисько, Ярослав Мотика, художник-монументаліст Олександр Пирожков, архітектори Мирон Вендзилович та Аполлон Огранович. 1972 року роботу відзначено Державною премією УРСР ім. Т. Шевченка, а 1974-го — золотою медаллю ім. М. Грекова Академії мистецтв СРСР.
Ансамбль складався з тридцятиметрового бетонного пілона, облицьованого гранітною плиткою, бронзової центральної групи та масивної залізобетонної, облицьованої лабрадоритом стели з великими рельєфами з кованої міді. На вертикальному пілоні — горельєфи, що символізували основні роди військ: піхотинець, танкіст, артилерист, льотчик, матрос. Центр ансамблю складала скульптурна група з алегоричних фігур радянського Воїна і «Батьківщини-матері». «Батьківщина-мати» приймає присягу вірності Воїна і символічно благословляє його меч. Історія Радянської армії зображалася в шести багатофігурних горельєфах, розташованих з обох боків стели: «Народження Червоної армії», «Громадянська війна», «Визволення Західної України» (себто «Вторгнення СРСР до Польщі»), «Рік 1941-й», «Велика Вітчизняна війна (тобто Німецько-радянська війна)» і «Перемога».
11 травня 2007 року Львівська міськрада створила комісію, яка мала розглянути питання про можливий демонтаж меморіалу або видалення окремих його елементів як «імперсько-більшовицьких символів».
Під час одного із засідань виконкому Львівської міськради у лютому 2014 року відбулося обговорення питання щодо знесення Монументу Слави на вулиці Стрийській. За результатами проведеної дискусії, дійшли до висновків, що «Монумент Слави ніхто не збирається зносити».
Депутати Львівської міськради від фракції Української Галицької партії у квітні 2016 звернулися до міського голови Львова із заявою, в якій просили демонтували «Монумент Слави». Вони вважали його подальше існування у Львові прямим порушенням законів про декомунізацію.
15 лютого 2018 року невідомі поглумилися над монументом. Головне управління Національної поліції у Львівській області повідомило, що до монумента підійшли близько 30 осіб та почали відбивати від нього елементи. За допомогою молотків, ломиків і сокир вони відбили на ньому перед тим самовільно встановлений напис «Переможцям над нацизмом» та написали білою фарбою «Пам'ятник окупантам».

## Демонтаж
17 грудня 2018 року розпочався демонтаж монументу через його аварійний стан. 2 лютого 2019 року було демонтовано п'ять горельєфів на честь радянських солдат зі стели пам'ятника й передано до музею «Територія Терору».
3 березня було знесено стелу й демонтовано радянську зірку.
23 липня 2021 року демонтували головну частину композиції радянського монументу слави — дві бронзові фігури — батьківщини-матері та червоноармійця, який тримає меч.